# Bernd Oehmig
Bernd Gerhard Oehmig (* 2. August 1950 in Potsdam) ist ein deutscher Biologiedidaktiker und ehemaliger Seminardirektor in Berlin.

## Ausbildung und Werdegang
Bernd Oehmig ist Sohn von Gerhard und Ilse Oehmig und wurde in Potsdam geboren, wo er 1957 eingeschult wurde. Ein Jahr später zog er mit seinen Eltern nach West-Berlin und ging dort zur Grundschule. Von 1963 bis 1970 besuchte er das Albert-Einstein-Gymnasium in Berlin-Britz, wo er sein Abitur erlangte.
Im Anschluss an den Abschluss besuchte Bernd Oehmig die Pädagogische Hochschule Berlin, wo er Biologie und Geografie studierte. Im Juni 1974 schloss er das Studium mit dem ersten Staatsexamen in Biologie ab und unterrichtete am  Eckener in den Sekundarstufen I und II Biologie und Geografie. Zwei Jahre später legte er sein zweites Staatsexamen erfolgreich am Eckner-Gymnasium ab. Hier blieb er bis 1982 tätig.
1977 wurde Bernd Oehmig auf Lebenszeit verbeamtet. Im darauffolgenden Jahr legte er die ergänzenden Staatsprüfung im Fach Geografie ab. Während dieser Zeit war der Mitarbeiter in der Planungsgruppe Biologie für die Unterrichtspläne am Berufsbezogenen Oberstufenzentrum Physik-Chemie-Biologie. 1979 bis 1982 war Bernd Oehmig als Fachseminarleiter im 4. Schulpraktischen Seminar Tempelhof tätig. Hier war er Mitglied der Prüfungskommissionen für die 2. Staatsexamina. 1981–1982 erfüllte er Lehraufträge zum Thema „Biologische Exkursionen“.
Von 1982 bis 1987 war Bernd Oehmig als Wissenschaftlicher Mitarbeiter am Zentralinstitut für Unterrichtswissenschaften und Curriculumentwicklung der Freien Universität Berlin tätig. Während dieser Zeit, 1983, begann Bernd Oehmig seine Promotion im Fach Erziehungswissenschaften an der Freien Universität Berlin. Im Januar 1989 fand seine Disputation statt, bei der Gerhard Schäfer als Erstreferent auftrat. Im selben Jahr wurde Oehmig durch die FU zum Studienrat im Hochschuldienst ernannt. Vier Jahre später, 1992, wurde er dann Oberstudienrat, bevor er 1993 durch den Senator für Schule, Berufsbildung und Sport zum Seminardirektor ernannt wurde.
Bernd Oehmig war fünf Jahre als Studienrat im Hochschuldienst am Zentralinstitut für Fachdidaktiken – Didaktik der Biologie – der Freien Universität Berlin tätig.
Von 1992 bis 1998 wirkte er als Seminarleiter des Seminars in Berlin-Hohenschönhausen. Währenddessen leitete er Ausbildungsgruppen der Studienreferendare in Charlottenburg und Reinickendorf.
Diese Stelle gab er auf, um die Professurvertretung (C 3) für Biologie und ihre Didaktik an der Christian-Albrechts-Universität zu Kiel wahrzunehmen.
Zurück in Berlin, wurde Bernd Oehmig im Jahr 2001 Seminardirektor des 1. Schulpraktischen Seminars in Berlin Treptow-Köpenick.
Seit Anfang Februar 2014 ist Bernd Oehmig im Ruhestand. Trotzdem nahm er von November 2014 bis Januar 2015 einen Lehrauftrag an der Hochschule für angewandte Pädagogik (später umbenannt in Hochschule für soziale Arbeit und Pädagogik) an. Während der Pension schreibt Bernd Oehmig Bücher in den Bereichen Biologie und Geschichte und leitet Feldbiologische Exkursionen.
Von 1998 bis 2008 war Bernd Oehmig Mitherausgeber der wissenschaftlichen Fachzeitschrift Unterricht Biologie des Friedrich-Verlags. Daran anschließend war er bis 2014 Mitglied im Redaktionsrat von „Betrifft: Lehrerausbildung und Schule“ des Bundesarbeitskreises der Seminarleiter- und Fachleiter/innen e. V.
Oehmig lebt mit seiner Frau in Brandenburg und engagiert sich im Sinne des Umweltschutzes und der Naturerhaltung.

## Publikationen (Auswahl)
(Mit-)Veröffentlichungen
- Oehmig, B. mit U. Carstensen: Exkursionen mit biologiedidaktischen Inhalten. In: Brennpunkt Lehrerbildung (1984) 1.
- Oehmig, B. mit R. Bösche und D. Schetat: Biologische Exkursionen in den drei Phasen der Berliner Lehrerbildung. In: Biologieunterricht außerhalb des Schulgebäudes. R. Hedewig/J. Knoll (Hrsg.) Köln 1986.
- Oehmig, B.: Zur Funktion der Schwimmblase. In: Unterricht Biologie 10 (1986) 113.
- Oehmig, B.: mit G. Teutloff: Bericht über Exkursionsveranstaltungen. In: Brennpunkt Lehrerbildung (1987) 7.
- Oehmig, B.: Begriffsbildung im Biologieunterricht der Sekundarstufe II – Die Entwicklung biologischer Begriffe und das Textverständnis der Schüler. Berlin, Freie Universität, FB Erziehungs- und Unterrichtswissenschaften, Diss. 1988.
- Oehmig, B.: Biologie-Schulbücher – Informationsquelle oder Ärgernis? In: Brennpunkt Lehrerbildung (1990) 10.
- Oehmig, B.: Ein Besuch im Teacher’s College in Mkoba (Zimbabwe). In: Brennpunkt Lehrerbildung (1990) 10.
- Oehmig, B. mit G. Teutloff: Frühblüher – ein Unterrichtsfilm mit begleitender Diaserie. In: W. Killermann/L. Staeck (Hrsg.). Methoden des Biologieunterrichts. Köln: Aulis 1990.
- Oehmig, B.: Der Beitrag von Biologiebüchern zur Entwicklung der Begriffe Symbiose, ökologische Nische und biologisches Gleichgewicht in der gymnasialen Oberstufe. In: Verhandlungen der Gesellschaft für Ökologie. Bd. XIX/III 1989. Hrsg.: S. Riewenherm u. H. Lieth. Osnabrück 1991.
- Oehmig, B.: Tiere in der Werbung – was Schüler wahrnehmen. In: Interdisziplinäre Themenbereiche und Projekte im Biologieunterricht.  H. Bayrhuber et al. (Hrsg.) Kiel 1994 (=IPN 142).
- Oehmig, B.: Urwaldapotheke: Arznei aus der Schatztruhe der Natur. In: Unterricht Biologie. G. Teutloff (Hrsg.) 25 (2001) 262 (=Themenheft Alternative Wege in der Medizin).
- Oehmig, B.: Der Fluch des Pharao. In: Unterricht Biologie. R. Hedewig 29 (Hrsg.) (2005) 301 (=Themenheft Biologische Gefahren und Risiken).
- Oehmig, B.: Deutsche und japanische Schüler im Interviewvergleich. In: MNU 58 (2005) Heft 7.
- Oehmig, B. mit J. Nieder: CO2 und Biomasse. In: Unterricht Biologie. J. Nieder (Hrsg.) (2008) 335 (=Themenheft Klimawandel).
- Oehmig, B.: Fragwürdige Diagnose – fragwürdige Differenzierung. In: Betrifft: Lehrerausbildung und Schule (2010) 7.

Monographien
- Oehmig, B.: Erfolgreiches Referendariat – Hinweise und Hilfen für Schule und Lehramtspraktika. Frankfurt/M.: Peter Lang 2005. ISBN 978-3-631-54177-7
- Oehmig, B.: Lernen ohne Verstehen. Zur Wirksamkeit moderner Schule. Uelvesbüll: Der Andere Verlag 2013. ISBN 978-3-86247-360-1
- Oehmig, B.: Rekonstruktion eines Lebensweges als Geschichtsreise. Uelvesbüll: Der Andere Verlag 2016. ISBN 978-3-933135-41-4
- Oehmig, B.: Besondere Straßenbäume in Berlin. Berlin: Klaras 2019. ISBN 978-3-933135-39-1
- Oehmig, B.: Die Wandkarte zur Familie Zero und ihr Herausgeber Jakob Graf – ein Beitrag zur Aufklärung menschenverachtender Propaganda im Biologieunterricht des Dritten Reiches. Berlin: Klaras 2021. ISBN 978-3-933135-40-7
- Oehmig, B.: Rekonstruktion eines Lebensweges als Geschichtsreise. Band 2. Berlin: Klaras-Verlag 2023.
- Oehmig, B.: 10 biologische Wanderungen in und um Berlin. Berlin: Klaras-Verlag 2024. ISBN 978-3-933135-42-1

Veröffentlichungen für Kinder
- Oehmig, B. mit G. Teutloff: Der einsame Pilz. In: Kinderzeit (1992) 3.
- Oehmig, B.: Der Schatz im Berg. In: Kinderzeit (1995) 1.
- Oehmig, B. mit G. Teutloff: Ein seltsames Paar. In: Kinderzeit (1996) 3.
- Oehmig, B.: Das Geheimnis der Turmruine. Hamburg: tredition 2020. ISBN 978-3-347-04747-1